# یوکای نخلی
یوکای نخلی (نام علمی: Yucca brevifolia) نام یک گونه از سرده یوکا است.